# إيدي كو
إيدي كو (بالصينية: 高雄) هو ممثل صيني، ولد في 1937 في المملكة المتحدة.

## أعمال

### أفلام
- (2015) المريخي

## وصلات خارجية
- إيدي كو على موقع IMDb (الإنجليزية)
- إيدي كو على موقع ألو سيني (الفرنسية)
- إيدي كو على موقع أول موفي (الإنجليزية)
- إيدي كو على موقع قاعدة بيانات الأفلام السويدية (السويدية)
- إيدي كو على موقع قاعدة بيانات الفيلم (الإنجليزية)
- إيدي كو على موقع كينوبويسك (الروسية)